# Acidaliastis vinnularia
Acidaliastis vinnularia là một loài bướm đêm trong họ Geometridae.